# كازالدجو بويرو
كازالدجو بويرو (بالإيطالية: Casaleggio Boiro)‏ هي بلدية في مقاطعة ألساندريا في إقليم بييمونتي في إيطاليا.

## السكان
في سنة 1861 بلغ عدد السكان 550 نسمة، وتطور العدد ليصل في سنة 2011 لـ 401 نسمة.
يظهر هذا المخطط البياني تطور النمو السكاني لـ كازالدجو بويرو